# Gōki Tajima
Pour les articles homonymes, voir Tajima.
Gōki Tajima (田嶋 剛希, Tajima Gōki), né le 27 juillet 1997, est un judoka japonais qui évolue dans la catégorie des moins de 90 kg.

## Biographie
Gōki Tajima devient champion du monde junior à Zagreb en 2017 dans sa catégorie ainsi que le titre par équipe mixte.
En 2019, il remporte une médaille de bronze au Grand Chelem d'Ekaterinbourg. Lors de ses deux premières participations aux championnats du monde, il est titré lors de la compétitions par équipes mixtes, lors des championnats de 2022 et des championnats de 2023.
Il gagne une médaille de bronze au Grand Slam de Tbilissi en 2023. Aux Championnats du monde de judo 2024, il remporte son premier titre mondial individuel en battant en finale le Serbe Nemanja Majdov.